# 五龙背镇
五龙背镇，是中华人民共和国辽宁省丹东市振安区下辖的一个乡镇级行政单位。該鎮的五龍背溫泉與五龍山較為聞名。

## 行政区划
五龙背镇下辖以下地区：
玉龙社区、温泉社区、五龙背村、老古沟村、营胜村、新康村、孙家村和新建村。